# Gran Premio d'Europa 2016
Il Gran Premio d'Europa 2016 è stata l'ottava prova della stagione 2016 del campionato mondiale di Formula 1. La gara si è disputata domenica 19 giugno 2016 sul Circuito stradale di Baku, capitale dell'Azerbaigian. La gara è stata vinta dal tedesco Nico Rosberg su Mercedes, al suo diciannovesimo successo nel mondiale. Rosberg ha preceduto sul traguardo il connazionale Sebastian Vettel su Ferrari ed il messicano Sergio Pérez su Force India-Mercedes.
In questa gara Nico Rosberg ha ottenuto il suo personale secondo Grand Chelem, avendo conquistato la pole position, la vittoria e il giro veloce, disputando il Gran Premio sempre in testa.

## Vigilia

### Sviluppi futuri
La Pirelli si accorda con la Federazione Internazionale dell'Automobile per rinnovare, fino al 2019, il contratto da fornitrice unica degli pneumatici per il campionato mondiale di F1. Il precedente contratto sarebbe scaduto al termine della stagione 2017. La casa italiana svolge tale funzione dal 2011. La Pirelli avrà inoltre 25 giorni di test per la nuova generazione di gomme, che verrà utilizzata, a partire dal 2017. Inizialmente i test verranno effettuati su vetture con motori aspirati (e a dimensione di gomme attuali), poi su vetture ibride, con pneumatici della dimensione di quelli introdotti nel 2017.

### Aspetti tecnici
La Pirelli, unica fornitrice di pneumatici, annuncia che, per il Gran Premio, fornirà coperture di mescola supersoft, soft e medium. Per la Q3 è assegnato un extra set di gomme supersoft, che andrà restituito al termine delle qualifiche mentre sarà a disposizione per la gara per tutti gli altri piloti che non avranno accesso all'ultima sessione di qualifica.
Il mondiale di F1 fa il suo esordio sul Circuito di Baku, tracciato stradale, lungo 6,003 km (il secondo più lungo del mondiale dopo quello di Spa), disegnato lungo le vie perimetrali al centro storico della città e la zona del porto. Il primo test, per una monoposto (una vettura di GP3 Series), su questo tracciato, è avvenuto il 3 giugno, con alla guida il pilota locale Gulhuseyn Abdullayev. L'8 giugno Charlie Whiting, delegato della FIA, ha dato il via libera per la tenuta della gara, a seguito dell'ultimo sopralluogo. Whiting si è detto piacevolmente sorpreso dalla completezza del tracciato. La Federazione stabilisce due aree lungo il tracciato dove i piloti possono impiegare il DRS: la prima è lungo il rettilineo dei box, mentre la seconda è stabilita lungo il rettilineo tra la curva 2 e 3. Vi è un solo punto per la determinazione del distacco fra piloti, posto alla curva 20.
A seguito delle richieste dei piloti, la direzione di gara decide alcuni interventi migliorativi della pista. I cordoli all'uscita delle curve 6 e 12 vengono eliminati, e sostituiti con la vernice. A causa di un avvallamento sul rettifilo d'arrivo i piloti non riescono a vedere bene l'entrata nella corsia dei box: questa viene anticipata e spostata verso sinistra.

### Aspetti sportivi
Il Gran Premio d'Europa, originariamente introdotto, quale gara autonoma, e non titolo onorifico per una gara europea, nel 1983, si è regolarmente tenuto dal 1999 al 2012, per consentire a una seconda sede, in uno dei Paesi in cui si correva già un gran premio nazionale, di poter ospitare una gara di F1.
Il più recente circuito su cui si è corso è stato quello di Valencia in Spagna, che ha ospitato il Gran Premio dal 2008 al 2012.
Già nel maggio del 2014 il ministro dello Sport dell'Azerbaigian aveva annunciato che, dal 2015, il suo Paese avrebbe ospitato una gara del campionato mondiale, da tenersi su un circuito cittadino disegnato per le vie della capitale, Baku. Successivamente è stato annunciato che il Gran Premio sarebbe stato inserito nel calendario, per la stagione 2016. È la prima gara di F1 che si tiene nel Paese, che diventa il trentaduesimo ad essere visitato dal campionato mondiale.
La decisione di correre la gara il 19 giugno è stata aspramente criticata da una parte del mondo dei motori, a causa della coincidenza con la celebre 24 ore di Le Mans, che comporta la perdita di pubblico per la gara di durata, e l'impossibilità per i piloti della massima serie di ripetere l'impresa di Nico Hülkenberg, vincitore dell'edizione 2015. Nonostante ciò Jean Todt, presidente della FIA, ha sostenuto la decisione presa dal consiglio definendola come "l'unica soluzione possibile".
L'orario di inizio del gran premio è stato confermato per le 18 locali, anche da parte degli organizzatori, quindi un'ora dopo la fine della gara di Le Mans, visto il fuso orario.
L'ex pilota di F1, l'irlandese Derek Daly, è nominato commissario aggiunto, per la gara, da parte della federazione. Il Gran Premio di Russia 2015 è stata l'ultima gara in cui svolse tale funzione.

## Prove

### Resoconto
La necessità, per i piloti, di conoscere bene il nuovo tracciato porta molti a commettere degli errori. Daniel Ricciardo impatta con la sua vettura contro le barriere alla curva 15; la direzione di gara espone le bandiere rosse per spostare la Red Bull. La sessione riprende dopo circa quindici minuti. Il migliore della prima sessione di libere è Lewis Hamilton, che ottiene il tempo utilizzando le supersoft. Il britannico, dopo l'incidente di Ricciardo, non ha più affrontato la pista, avendo spiattellato una gomma di un treno sempre di gomme a mescola supersoft. Il campione del mondo uscente ha anche toccato le barriere, in una occasione, con la sua vettura. Al secondo posto si è classificato l'altro pilota della Mercedes, Nico Rosberg, che ha preceduto una terza vettura a motore Mercedes, ovvero la Williams di Valtteri Bottas. Il finlandese ha toccato una velocità di punta di   378 km/h,la più alta velocità mai raggiunta in prova da una vettura di Formula 1 durante una competizione ufficiale. Il primo, non motorizzato dalla casa tedesca, è Fernando Alonso, quarto. Più indietro si sono classificate le Ferrari, che hanno affrontato questa prima giornata di prove libere con un motore di vecchia generazione, al fine di preservare il numero di motori ammesso in campionato. Ha invece compiuto solo sette giri Max Verstappen, per una perdita d'olio riscontrata sul motore della monoposto.
Hamilton e Rosberg si confermano al primo e secondo posto della graduatoria, anche nella sessione pomeridiana. I due piloti della Mercedes sono gli unici a portarsi sotto il tempo del 1:45.000. Hamilton risulta anche il più costante nella simulazione di gara, mentre Rosberg è il pilota che ha ottenuto il picco di velocità maggiore. Dietro ai due ci sono altre vetture motorizzate dalla casa tedesca: le due Force India, inframmezzate dalla Williams di Bottas. Ancora in difficoltà le Ferrari: oltre all'impossibilità a mettere in temperatura le gomme in tempi rapidi, sulla vettura di Kimi Räikkönen si è verificato un problema al cambio, mentre su quella di Vettel vi sono dei guasti al motore.
La stessa situazione si ripropone anche nella sessione del sabato. Lewis Hamilton precede, di circa due decimi, il compagno di scuderia Nico Rosberg. Il campione del mondo, dopo aver testato la pista nei primi minuti, ha deciso di lanciarsi in un giro da qualifica, dopo una modifica alla barra antirollio, ed ha ottenuto la miglior prestazione di sessione. Al terzo posto si è ancora classificato un pilota con una vettura a motore Mercedes, ovvero Nico Hülkenberg, su Force India. L'aumento delle temperature, rispetto al venerdì, ha però avvicinato, ai tempi del duo di testa, anche altre monoposto: Daniel Ricciardo ha chiuso a un secondo e due decimi dal leader. Sergio Pérez ha chiuso col quinto tempo, ma ha anche commesso un errore che lo ha portato a danneggiare gravemente la sua monoposto. Non ha ottenuto tempi Valtteri Bottas, in quanto, al termine del giro d'installazione, ha subito la lacerazione del fondo della sua Williams, causata dal distacco di una griglia di scolo dei box. Al termine delle prove, per consentire a Pérez di effettuare le qualifiche dopo l'incidente al retrotreno della sua vettura, viene sostituita la trasmissione sulla sua vettura. Per tale ragione il pilota messicano parte con 5 posizione di penalità sulla griglia di partenza.

### Risultati
Nella prima sessione del venerdì si è avuta questa situazione: 
| Pos | Nº | Pilota          | Costruttore       | Tempo    | Gap    | Giri |
| --- | -- | --------------- | ----------------- | -------- | ------ | ---- |
| 1   | 44 | Lewis Hamilton  | Mercedes          | 1'46"435 |        | 23   |
| 2   | 6  | Nico Rosberg    | Mercedes          | 1'46"812 | +0"377 | 32   |
| 3   | 77 | Valtteri Bottas | Williams-Mercedes | 1'47"096 | +0"661 | 34   |

Nella seconda sessione del venerdì si è avuta questa situazione:
| Pos | Nº | Pilota         | Costruttore          | Tempo    | Gap    | Giri |
| --- | -- | -------------- | -------------------- | -------- | ------ | ---- |
| 1   | 44 | Lewis Hamilton | Mercedes             | 1'44"223 |        | 33   |
| 2   | 6  | Nico Rosberg   | Mercedes             | 1'44"913 | +0"690 | 26   |
| 3   | 11 | Sergio Pérez   | Force India-Mercedes | 1'45"336 | +1"113 | 37   |

Nella sessione del sabato si è avuta questa situazione:
| Pos | Nº | Pilota          | Costruttore          | Tempo    | Gap    | Giri |
| --- | -- | --------------- | -------------------- | -------- | ------ | ---- |
| 1   | 44 | Lewis Hamilton  | Mercedes             | 1'44"352 |        | 17   |
| 2   | 6  | Nico Rosberg    | Mercedes             | 1'44"610 | +0"258 | 22   |
| 3   | 27 | Nico Hülkenberg | Force India-Mercedes | 1'45"540 | +1"188 | 18   |

## Qualifiche

### Resoconto
Già nella prima fase della Q1 le due Mercedes fanno segnare dei tempi competitivi, relegando il terzo, Valtteri Bottas, a un secondo. Solo Daniel Ricciardo riesce ad avvicinarsi al duo della casa tedesca, con un tempo di quattro decimi più alto. Molti piloti effettuano degli errori, con Romain Grosjean che rovina i suoi tentativi entrando in molte vie di fuga, e Jenson Button che sfiora il muretto alla curva 15. Nel corso della sessione Nico Rosberg migliora ancora il suo riferimento cronometrico, mentre Sergio Pérez scala in terza posizione. Le due Renault occupano i due ultimi posti della classifica, e sono eliminate così come Marcus Ericsson, Jenson Button, e i due piloti della Manor.
La stessa battaglia, interna alla Mercedes, si riproduce anche nella seconda fase. Nico Hülkenberg, va in testacoda, ma senza provocare danni alla vettura; viene però penalizzato Lewis Hamilton, che ha solo il quinto tempo. L'altro pilota della Force India, Pérez, è secondo, seguito da Sebastian Vettel. Max Verstappen affronta la pista, per un solo tentativo, nella parte finale della sessione, e ottiene facilmente un crono valido per la Q3. Anche Hamilton riaffronta la pista, essendo scalato fino alla decima posizione, ma rovina il primo tentativo con una uscita dal tracciato; nel tentativo seguente il britannico viene, in parte, penalizzato da un'altra uscita di pista, effettuata da Romain Grosjean. Al termine della sessione sono eliminati, oltre al francese, anche Nico Hülkenberg, Carlos Sainz Jr., Fernando Alonso, Esteban Gutiérrez e Felipe Nasr.
Nella fase decisiva Daniel Ricciardo commette un errore al primo giro, e viene facilmente scavalcato dalle due Ferrari e da Daniil Kvjat. C'è un'incomprensione alla prima curva tra Max Verstappen e Valtteri Bottas, tanto che i due sfiorano la collisione. Lewis Hamilton commette ancora un errore, alla curva 15, che rovina il suo primo tentativo, mentre Sergio Pérez si pone al comando della graduatoria. Poco dopo Nico Rosberg si issa in prima posizione, mentre Hamilton è costretto al ritiro dalle qualifiche, per un errore alla chicane del castello, che provoca la rottura della sua sospensione anteriore destra. La sessione è interrotta con bandiera rossa, quando mancano poco più di due minuti, al termine della stessa. Tutti i piloti, tranne il duo della Mercedes, riprendono la pista per cercare di migliorare il tempo. Pérez conserva il secondo tempo, mentre Daniel Ricciardo e Sebastian Vettel ottengono lo stesso tempo, al millesimo, con l'australiano favorito per aver ottenuto il tempo per primo.
Nico Rosberg ottiene la venticinquesima pole position, la sessantesima per la Mercedes, come costruttore. Al termine delle qualifiche sia Carlos Sainz Jr. che Kevin Magnussen sono penalizzati di 5 posizioni sulla griglia di partenza, per aver sostituito il cambio.

### Risultati
Nella sessione di qualifica si è avuta questa situazione:
| Pos                         | Nº | Pilota            | Costruttore               | Q1       | Q2       | Q3       | Griglia |
| --------------------------- | -- | ----------------- | ------------------------- | -------- | -------- | -------- | ------- |
| 1                           | 6  | Nico Rosberg      | Mercedes                  | 1'43"685 | 1'42"520 | 1'42"758 | 1       |
| 2                           | 11 | Sergio Pérez      | Force India-Mercedes      | 1'44"462 | 1'43"939 | 1'43"515 | 7       |
| 3                           | 3  | Daniel Ricciardo  | Red Bull Racing-TAG Heuer | 1'44"570 | 1'44"141 | 1'43"966 | 2       |
| 4                           | 5  | Sebastian Vettel  | Ferrari                   | 1'45"062 | 1'44"461 | 1'43"966 | 3       |
| 5                           | 7  | Kimi Räikkönen    | Ferrari                   | 1'44"936 | 1'44"533 | 1'44"269 | 4       |
| 6                           | 19 | Felipe Massa      | Williams-Mercedes         | 1'45"494 | 1'44"696 | 1'44"483 | 5       |
| 7                           | 26 | Daniil Kvjat      | STR-Ferrari               | 1'44"694 | 1'44"687 | 1'44"717 | 6       |
| 8                           | 77 | Valtteri Bottas   | Williams-Mercedes         | 1'44"706 | 1'44"477 | 1'45"246 | 8       |
| 9                           | 33 | Max Verstappen    | Red Bull Racing-TAG Heuer | 1'44"939 | 1'44"387 | 1'45"570 | 9       |
| 10                          | 44 | Lewis Hamilton    | Mercedes                  | 1'44"259 | 1'43"526 | 2'01"954 | 10      |
| 11                          | 8  | Romain Grosjean   | Haas-Ferrari              | 1'45"507 | 1'44"755 | N.D.     | 11      |
| 12                          | 27 | Nico Hülkenberg   | Force India-Mercedes      | 1'44"860 | 1'44"824 | N.D.     | 12      |
| 13                          | 55 | Carlos Sainz Jr.  | STR-Ferrari               | 1'44"827 | 1'45"000 | N.D.     | 18      |
| 14                          | 14 | Fernando Alonso   | McLaren-Honda             | 1'45"525 | 1'45"270 | N.D.     | 13      |
| 15                          | 21 | Esteban Gutiérrez | Haas-Ferrari              | 1'45"300 | 1'45"349 | N.D.     | 14      |
| 16                          | 12 | Felipe Nasr       | Sauber-Ferrari            | 1'45"549 | 1'46"048 | N.D.     | 15      |
| 17                          | 88 | Rio Haryanto      | Manor-Mercedes            | 1'45"665 | N.D.     | N.D.     | 16      |
| 18                          | 94 | Pascal Wehrlein   | Manor-Mercedes            | 1'45"750 | N.D.     | N.D.     | 17      |
| 19                          | 22 | Jenson Button     | McLaren-Honda             | 1'45"804 | N.D.     | N.D.     | 19      |
| 20                          | 9  | Marcus Ericsson   | Sauber-Ferrari            | 1'46"231 | N.D.     | N.D.     | 20      |
| 21                          | 20 | Kevin Magnussen   | Renault                   | 1'46"348 | N.D.     | N.D.     | PL      |
| 22                          | 30 | Jolyon Palmer     | Renault                   | 1'46"394 | N.D.     | N.D.     | 21      |
| Tempo limite 107%: 1'50"942 |    |                   |                           |          |          |          |         |

In grassetto sono indicate le migliori prestazioni in Q1, Q2 e Q3.

## Gara

### Resoconto
Kevin Magnussen parte dalla pit lane, per aver modificato gli assetti della sua Renault.
Alla partenza Nico Rosberg tiene il comando della gara, davanti a Daniel Ricciardo, seguito dal duo della Ferrari, poi Sergio Pérez, che passa presto Felipe Massa. Seguono Max Verstappen, Daniil Kvjat, Valtteri Bottas e Lewis Hamilton. Il russo della Toro Rosso è passato prima da Bottas poi da Hamilton, tra il secondo e terzo giro.
La rimonta dei due piloti prosegue dopo un giro, quando entrambi passano anche Verstappen, che va ai box, già al sesto giro. Sempre in questo passaggio Sebastian Vettel prende la seconda piazza a Ricciardo. L'australiano si ferma ai box il giro successivo. Al nono giro anche Kimi Räikkönen effettua la sua sosta: il finlandese viene, poco dopo, messo sotto indagine dai commissari, per aver tagliato la corsia di entrata ai box, in un passaggio sulla pista. Al pilota della Ferrari viene comminata una penalizzazione di cinque secondi.
Tra il sedicesimo e il diciassettesimo passaggio vanno al cambio gomme sia Lewis Hamilton, che si lamenta per delle vibrazioni della sua vettura, che Sergio Pérez. Vettel attende il giro 21 per cambiare le gomme, dopo aver rifiutato una richiesta di pit stop, fatta dal suo muretto, nei giri precedenti. Un giro dopo anche il leader della corsa, Rosberg, cambia gli pneumatici. La classifica, dopo il tedesco della Mercedes, vede Kimi Räikkönen davanti al compagno di team Vettel, poi Pérez, Ricciardo, Hamilton, e il duo della Williams. Poco dopo Ricciardo viene attaccato sia da Hamilton che da Felipe Massa, perdendo così due posizioni. Sale in classifica invece Nico Hülkenberg, che passa Sainz, ed è ottavo.
Al giro 28 c'è lo scambio di posizioni tra i due piloti della Ferrari e, subito dopo, Vettel riesce a ridurre il gap di distanza dal battistrada Rosberg, che effettua alcuni giri a ritmo lento, prima di trovare il passo, della prima parte di gara. Massa effettua ancora un cambio gomme al giro 29, scendendo in nona posizione.
Al trentatreesimo giro si ritira Carlos Sainz Jr. per un problema a una sospensione, mentre Hamilton si lamenta coi box per la perdita di potenza del motore della sua vettura.
Nella parte finale di gara Sergio Pérez si avvicina a Kimi Räikkönen, ottenendo il terzo posto virtuale, stante la penalizzazione che incombe sul tempo del ferrarista. Al giro 45 Verstappen conquista la nona posizione di Massa. Le due Red Bull superano, negli ultimi giri, Nico Hülkenberg, piazzandosi settima e ottava. Proprio all'ultimo giro Pérez supera, anche fisicamente, Räikkönen, per il terzo posto.
Nico Rosberg si aggiudica la gara, ottenendo il secondo Grand Chelem nel mondiale di F1, ovvero vittoria, pole position, giro veloce e conduzione della gara per tutta la sua interezza.

### Risultati
I risultati del Gran Premio sono i seguenti:
| Pos | Nº | Pilota            | Costruttore          | Giri | Tempo/Ritiro | Griglia | Punti |
| --- | -- | ----------------- | -------------------- | ---- | ------------ | ------- | ----- |
| 1   | 6  | Nico Rosberg      | Mercedes             | 51   | 1h32'52"366  | 1       | 25    |
| 2   | 5  | Sebastian Vettel  | Ferrari              | 51   | +16"696      | 3       | 18    |
| 3   | 11 | Sergio Pérez      | Force India-Mercedes | 51   | +25"241      | 7       | 15    |
| 4   | 7  | Kimi Räikkönen    | Ferrari              | 51   | +33"102      | 4       | 12    |
| 5   | 44 | Lewis Hamilton    | Mercedes             | 51   | +56"335      | 10      | 10    |
| 6   | 77 | Valtteri Bottas   | Williams-Mercedes    | 51   | +1'00"886    | 8       | 8     |
| 7   | 3  | Daniel Ricciardo  | Red Bull-TAG Heuer   | 51   | +1'09"229    | 2       | 6     |
| 8   | 33 | Max Verstappen    | Red Bull-TAG Heuer   | 51   | +1'10"696    | 9       | 4     |
| 9   | 27 | Nico Hülkenberg   | Force India-Mercedes | 51   | +1'17"708    | 12      | 2     |
| 10  | 19 | Felipe Massa      | Williams-Mercedes    | 51   | +1'25"375    | 5       | 1     |
| 11  | 22 | Jenson Button     | McLaren-Honda        | 51   | +1'44"817    | 19      |       |
| 12  | 12 | Felipe Nasr       | Sauber-Ferrari       | 50   | +1 giro      | 15      |       |
| 13  | 8  | Romain Grosjean   | Haas-Ferrari         | 50   | +1 giro      | 11      |       |
| 14  | 20 | Kevin Magnussen   | Renault              | 50   | +1 giro      | PL      |       |
| 15  | 30 | Jolyon Palmer     | Renault              | 50   | +1 giro      | 21      |       |
| 16  | 21 | Esteban Gutiérrez | Haas-Ferrari         | 50   | +1 giro      | 14      |       |
| 17  | 9  | Marcus Ericsson   | Sauber-Ferrari       | 50   | +1 giro      | 20      |       |
| 18  | 88 | Rio Haryanto      | Manor-Mercedes       | 49   | +2 giri      | 16      |       |
| Rit | 14 | Fernando Alonso   | McLaren-Honda        | 42   | Cambio       | 13      |       |
| Rit | 94 | Pascal Wehrlein   | Manor-Mercedes       | 39   | Freni        | 17      |       |
| Rit | 55 | Carlos Sainz Jr.  | STR-Ferrari          | 31   | Sospensione  | 18      |       |
| Rit | 26 | Daniil Kvjat      | STR-Ferrari          | 6    | Sospensione  | 6       |       |

## Classifiche mondiali

### Piloti
| Pos | Pilota            | Punti |
| --- | ----------------- | ----- |
| 1   | Nico Rosberg      | 141   |
| 2   | Lewis Hamilton    | 117   |
| 3   | Sebastian Vettel  | 96    |
| 4   | Kimi Räikkönen    | 81    |
| 5   | Daniel Ricciardo  | 78    |
| 6   | Max Verstappen    | 54    |
| 7   | Valtteri Bottas   | 52    |
| 8   | Sergio Pérez      | 39    |
| 9   | Felipe Massa      | 38    |
| 10  | Daniil Kvjat      | 22    |
| 11  | Romain Grosjean   | 22    |
| 12  | Nico Hülkenberg   | 20    |
| 13  | Fernando Alonso   | 18    |
| 14  | Carlos Sainz Jr.  | 18    |
| 15  | Kevin Magnussen   | 6     |
| 16  | Jenson Button     | 5     |
| 17  | Stoffel Vandoorne | 1     |

### Costruttori
| Pos | Costruttore          | Punti |
| --- | -------------------- | ----- |
| 1   | Mercedes             | 258   |
| 2   | Ferrari              | 177   |
| 3   | Red Bull-TAG Heuer   | 140   |
| 4   | Williams-Mercedes    | 90    |
| 5   | Force India-Mercedes | 59    |
| 6   | Toro Rosso-Ferrari   | 32    |
| 7   | McLaren-Honda        | 23    |
| 8   | Haas-Ferrari         | 22    |
| 9   | Renault              | 6     |